# Novossiolki (Tambov)
|  | Per a altres significats, vegeu «Novossiolki». |

Novossiolki (en rus: Новосёлки) és un poble de l'óblast de Tambov, a Rússia, segons el cens del 2010 tenia 12 habitants.